# پیریبدیل
پیریبدیل (انگلیسی: Piribedil) (نام‌های تجاری Pronoran, Trivastal Retard, Trastal, Trivastan, Clarium و غیره) یک عامل ضدپارکینسون و مشتق پیپرازین است که به عنوان آگونیست گیرنده‌های D2 و D3 عمل می‌کند. همچنین دارای خواص آنتاگونیست α۲-آدرنرژیک است.

## کاربرد پزشکی
- درمان بیماری پارکینسون (PD)، یا به صورت مونوتراپی (بدون لوودوپا)) یا در ترکیب با درمان L-DOPA، در مراحل اولیه بیماری و همچنین در مراحل پیشرفته
- درمان نقص‌های شناختی پاتولوژیک در سالمندان (اختلال توجه، انگیزه، حافظه و غیره)
- درمان سرگیجه در بیماران جوان
- درمان تظاهرات ایسکمیک شبکیه
- درمان کمکی لنگش متناوب به دلیل بیماری عروق محیطی (PVD) اندام تحتانی (مرحله ۲)
- درمان کمکی آنهدونیا و افسردگی مقاوم به درمان در افسردگان یک قطبی و دوقطبی (خارج از برچسب)
- درمان اختلالات راه رفتن مرتبط با بیماری پارکینسون (بدون علت مرتبط) و سایر اشکال پارکینسونیسم

## دیگر کاربردها
این دارو ظرفیت‌های حافظه را در بزرگسالان مسن افزایش می‌دهد.
این دارو اختلالات حافظه مرتبط با افزایش سن، تأثیر مثبتی بر وضعیت روانی فیزیولوژیک سالمندان، بهبود حافظه و توجه و افزایش سرعت واکنش‌های روانی حرکتی و ناتوانی فرآیندهای عصبی دارد.
این امر یادگیری مهارت‌های شناختی را در سالمندان سالم افزایش می‌دهد.
این دارو اثر مثبت در سندرم پای بی‌قرار نشان داد.

## دوز

### بیماری پارکینسون
تجویز پیریبدیل باید با یک قرص با رهش پایدار (۵ میلی‌گرم) در روز در هفته اول آغاز شود. سپس باید دوز را به تدریج هر هفته افزایش داد تا به دوز درمانی مطلوب دست یافت:
- به عنوان تک درمانی: سه تا پنج قرص در سه تا پنج دوز در روز.
- در ترکیب با درمان L-DOPA: یک تا سه قرص در روز.

### نشانه‌های دیگر
یک قرص در روز در پایان وعده غذایی اصلی.
در موارد شدید: روزانه دو قرص در دو نوبت.

## عوارض جانبی
- ناراحتی جزئی دستگاه گوارش (تهوع، استفراغ، نفخ، و غیره) در افراد مستعد یا زمانی که بین وعده‌های غذایی مصرف می‌شود: دوز را به‌صورت جداگانه تنظیم کنید و/یا دومپریدون را بیفزایید.
- افت فشار خون یا خواب‌آلودگی ارتوستاتیک ممکن است رخ دهد، به‌ویژه در افراد مستعد (شرایط زمینه‌ای یا بیماری مسبب).
- سرگیجه خفیف، گیجی و احساس «مستی» نیز ممکن است رخ دهد.
- مانند سایر آگونیست‌های دوپامین (مانند پرامی‌پکسول و روپینیرول)، رفتارهای اجباری مانند قمار پاتولوژیک، پرخوری، خرید بیش از حد، افزایش میل جنسی، میل‌های جنسی و/یا سایر میل‌های شدید ممکن است ایجاد شود.[۸][۹]
- یکی دیگر از عوارض جانبی نادر پیریبدیل، خواب‌آلودگی بیش از حد در طول روز و دوره‌های خواب ناخواسته است.[۱۰]

## مصرف بیش از حد
در دوزهای بسیار بالا، پیریبدیل یک اثر استفراغی روی ناحیه محرک گیرنده شیمیایی (CTZ) دارد؛ بنابراین قرص‌ها به سرعت رد می‌شوند، که توضیح می‌دهد که چرا در حال حاضر هیچ اطلاعاتی در مورد خطر مصرف بیش از حد در دسترس نیست.

## تداخلات
آنتاگونیست‌های دوپامین اثر پیریبدیل را کاهش می‌دهند.

## فارماکولوژی

### فارماکودینامیک
- آگونیست گیرنده دوپامین، انتخابی برای زیرگروه‌های D2 و D3.
- آنتاگونیست گیرنده دوپامین، انتخابی برای زیرگروه‌های D4.[۱۱][۱۲]
- آنتاگونیست گیرنده‌های آدرنرژیک، زیرگروه‌های α2A و α2C: می‌تواند دلیلی باشد که پیریبدیل نسبت به سایر آگونیست‌های دوپامین باعث خواب‌آلودگی کمتری می‌شود.[۱۳]
- عدم تمایل به گیرنده سروتونین 5-HT2B: از لحاظ نظری خطر اختلال دریچه قلب وجود ندارد.